# Хоре
Хоре (грч. Ωραι, лат. Horae) у грчкој митологији, су три групе богиња. Хоре прве генерације су биле богиње годишњих доба. Као богиње годишњих доба најчешће се помињу само три, и то вероватно зато што су три годишња доба била важна. Оне су биле Хелијеве кћерке. Три Хоре су кћери највишег бога Зевса и богиње Темиде, и оне су богиње реда и мира. Најзад, постојало је и 12 Хора које су биле кћерке Хрона, бога времена; оне су представљале делове дана.

## Митологија
Хоре су осигуравале правилни долазак годишњих доба и тиме одржавале ред у природи.
- Анатола - богиња пролећа
- Тало - богиња лета
- Карпа - богиња јесени

Понекад су се прве две стапале у једну и остала је само Тало као богиња цвећа, а на њено место је као богиња цвећа и пролећа долазила Хора Хлорида. Хори Хлориди се придруживала Хора Аукса као богиња раста и Хора Карпа као богиња плодова.
Осим тога, Хоре су осигуравале и ред у друштву - законитости, праведност и мир. Другу генерацију чиниле су:
- Еуномија - богиња законитости
- Дика - богиња праведности
- Ејрена - богиња мира

Грци и Римљани су Хоре замишљали као прекрасне девојке у дугим прозрачним хаљинама и таквим су их приказивали на вазама, рељефима и склуптурама.

### Сати
Дванаест Хора биле су богиње дванаест сати, а можда и дванаест месеци. Оне су надгледале путању Хелија, бога сунца, док је путовао небом, делећи дан на дванаест делова.
Сати у Античкој Грчкој нису имали тачно одређену дужину, као што ми имамо сада. Уместо тога, они су делили сате обданице у дванаест делова, одређене положајем сунца на небу. Због тога су сати лети трајали дуже него зими.
- Ауга, зора
- Анатола, излазак сунца
- Музика, јутарњи сат музике и учења
- Гимнастика, јутарњи сат физичких вежби
- Нимфа, јутарњи сат купања
- Месембрија, подне
- Спонда, поливање вина у част богова
- Елета, молитва, први послеподневни сат рада
- Акта, јело и задовољство, други послеподневни сат рада
- Хеспера, вече
- Дизија, залазак сунца
- Арктос, ноћно небо, сазвежђе